# シャグマユリ属
シャグマユリ属またはクニフォフィア属（英: Red Hot Poker、torch lily、学名：Kniphofia）は、ワスレグサ科ツルボラン亜科の属の一つで、多年生被子植物。1794年に初めて属として記載された。アフリカ原産。和名、赤熊百合（シャグマユリ）。別名、トリトマ（旧属名）、トーチリリー。ユリ科に分類されることもある。

## 特徴
高さは60cm～180cmで、花期は6月～10月である。草本種および交雑種は長さ10cm～100cmの細いイネ科のような葉を持つが、常緑種は長さ1.5m以下のより幅広いストラップのような形の葉を持つ。いずれの種も真っすぐな茎を葉よりも長く伸ばし、先端に小さな筒状の花を穂状にたくさんつける。花の色は赤、オレンジ、黄色のグラデーションで、2色となることが多い。開花中は大量の蜜を分泌し、蜂やタイヨウチョウを引き寄せる。新大陸では、ハチドリやムクドリモドキなどの蜜食動物も引き寄せることがある。熱帯アフリカには約70種が分布し、標高1000m以上に分布するものが多い。

## 語源
Kniphofiaという属名は、18世紀のドイツ人医師・植物学者ヨハン・ヒエロニムス・クニフォフに因んで名づけられている。

## 栽培
K. galpini、K. northiae、K. rooperi、K. thomsoniiなどの一部の種は、園芸用の草花として、建物などで重宝されている。日本でも、K. uvariaやその改良品種を中心に、花壇植えや切り花に利用される。

## 種
約73の種が記載されている。
1. Kniphofia acraea Codd - 南アフリカ・ケープ州
2. Kniphofia albescens Codd - ムプマランガ州、クワズール・ナタール州
3. Kniphofia albomontana Baijnath - レソト、南アフリカ
4. Kniphofia angustifolia (Baker) Codd - クワズール・ナタール州
5. Kniphofia ankaratrensis Baker - マダガスカル
6. Kniphofia baurii Baker - クワズール・ナタール州、ケープ州
7. Kniphofia benguellensis Welw. ex Baker - アンゴラ、ザンビア
8. Kniphofia bequaertii De Wild. - ザイール、タンザニア、ブルンジ、ルワンダ、ウガンダ
9. Kniphofia brachystachya (Zahlbr.) Codd - レソト、クワズール・ナタール州、ケープ州
10. Kniphofia breviflora Harv. ex Baker - クワズール・ナタール州、フリーステイト州
11. Kniphofia bruceae (Codd) Codd - ケープ州
12. Kniphofia buchananii Baker - クワズール・ナタール州
13. Kniphofia caulescens Baker - レソト、クワズール・ナタール州、ケープ州、フリーステイト州
14. Kniphofia citrina Baker - ケープ州
15. Kniphofia coddiana Cufod. - クワズール・ナタール州, ケープ州
16. Kniphofia coralligemma E.A.Bruce - リンポポ州
17. Kniphofia crassifolia Baker - リンポポ州
18. Kniphofia drepanophylla Baker - クワズール・ナタール州、ケープ州
19. Kniphofia dubia De Wild - ザイール、タンザニア、ザンビア、アンゴラ
20. Kniphofia ensifolia Baker - 南アフリカ
21. Kniphofia × erythraeae Fiori - エリトリア（K. pumila × K. schimperi）
22. Kniphofia evansii Baker - クワズール・ナタール州
23. Kniphofia fibrosa Baker - クワズール・ナタール州、ケープ州
24. Kniphofia flammula Codd - クワズール・ナタール州
25. Kniphofia fluviatilis Codd - 南アフリカ
26. Kniphofia foliosa Hochst. - エチオピア
27. Kniphofia galpinii Baker - クワズール・ナタール州、エスワティニ、ムプマランガ州
28. Kniphofia goetzei Engl. - タンザニア
29. Kniphofia gracilis Harv. ex Baker - クワズール・ナタール州、ケープ州
30. Kniphofia grantii Baker - ザイール、タンザニア、ザンビア、ルワンダ、ブルンジ、ウガンダ、マラウィ
31. Kniphofia hildebrandtii Cufod. - エチオピア
32. Kniphofia hirsuta Codd - レソト、ケープ州
33. Kniphofia ichopensis Schinz - クワズール・ナタール州
34. Kniphofia insignis Rendle - エチオピア
35. Kniphofia isoetifolia Hochst. - エチオピア
36. Kniphofia latifolia Codd - クワズール・ナタール州
37. Kniphofia laxiflora Kunth - クワズール・ナタール州、ケープ州
38. Kniphofia leucocephala Baijnath - クワズール・ナタール州
39. Kniphofia linearifolia Baker - マラウィ、モザンビーク、ジンバブエ、レソト、エスワティニ、南アフリカ
40. Kniphofia littoralis Codd - クワズール・ナタール州
41. Kniphofia marungensis Lisowski & Wiland - ザイール
42. Kniphofia mulanjeana S.Blackmore - マラウィ・ムランジェ山
43. Kniphofia multiflora J.M.Wood & M.S.Evans - エスワティニ、南アフリカ
44. Kniphofia nana Marais - ザイール
45. Kniphofia northiae Baker - クワズール・ナタール州、ケープ州
46. Kniphofia nubigena Mildbr. - スーダン
47. Kniphofia pallidiflora Baker - マダガスカル・アンカラトラ山地
48. Kniphofia paludosa Engl - タンザニア・キチュロ高原
49. Kniphofia parviflora Kunth - クワズール・ナタール州、ケープ州
50. Kniphofia pauciflora Baker - クワズール・ナタール州
51. Kniphofia porphyrantha Baker - レソト、エスワティニ、南アフリカ
52. Kniphofia praecox Baker - ケープ州
53. Kniphofia princeae (A.Berger) Marais - ザイール、タンザニア、ウガンダ、ルワンダ、マラウィ
54. Kniphofia pumila (Aiton) Kunth - ザイール、ケニア、ウガンダ、南スーダン、エチオピア、エリトリア
55. Kniphofia reflexa Hutch. ex Codd - ナイジェリア、カメルーン（絶滅危惧種）[7]
56. Kniphofia reynoldsii Codd - タンザニア、ザンビア
57. Kniphofia rigidifolia E.A.Bruce - ムプマランガ州
58. Kniphofia ritualis Codd - フリーステイト州、レソト、クワズール・ナタール州
59. Kniphofia rooperi (T.Moore) Lem. - クワズール・ナタール州、ケープ州
60. Kniphofia sarmentosa (Andrews) Kunth - ケープ州
61. Kniphofia schimperi Baker - エチオピア、エリトリア
62. Kniphofia splendida E.A.Bruce - マラウィ、モザンビーク、ジンバブエ、南アフリカ北東部、エスワティニ
63. Kniphofia stricta Codd - ケープ州、レソト
64. Kniphofia sumarae Deflers - イエメン・イッブ山脈
65. Kniphofia tabularis Marloth - ケープ州
66. Kniphofia thodei Baker - レソト、クワズール・ナタール州
67. Kniphofia thomsonii Baker - ザイール、ケニア、ウガンダ、タンザニア、エチオピア
68. Kniphofia triangularis Kunth - レソト、南アフリカ
69. Kniphofia typhoides Codd - リンポポ州、クワズール・ナタール州、フリーステイト州、ムプマランガ州
70. Kniphofia tysonii Baker - クワズール・ナタール州、ケープ州、エスワティニ
71. Kniphofia umbrina Codd - エスワティニ
72. Kniphofia uvaria (L.) Oken - ケープ州／メキシコ、ノースカロライナ州、スペイン、オレゴン州、トルコ、ワシントン州、セントヘレナ、カリフォルニア州で帰化
73. Kniphofia vandeweghei Fischer & Ackermann - ルワンダ

## ギャラリー

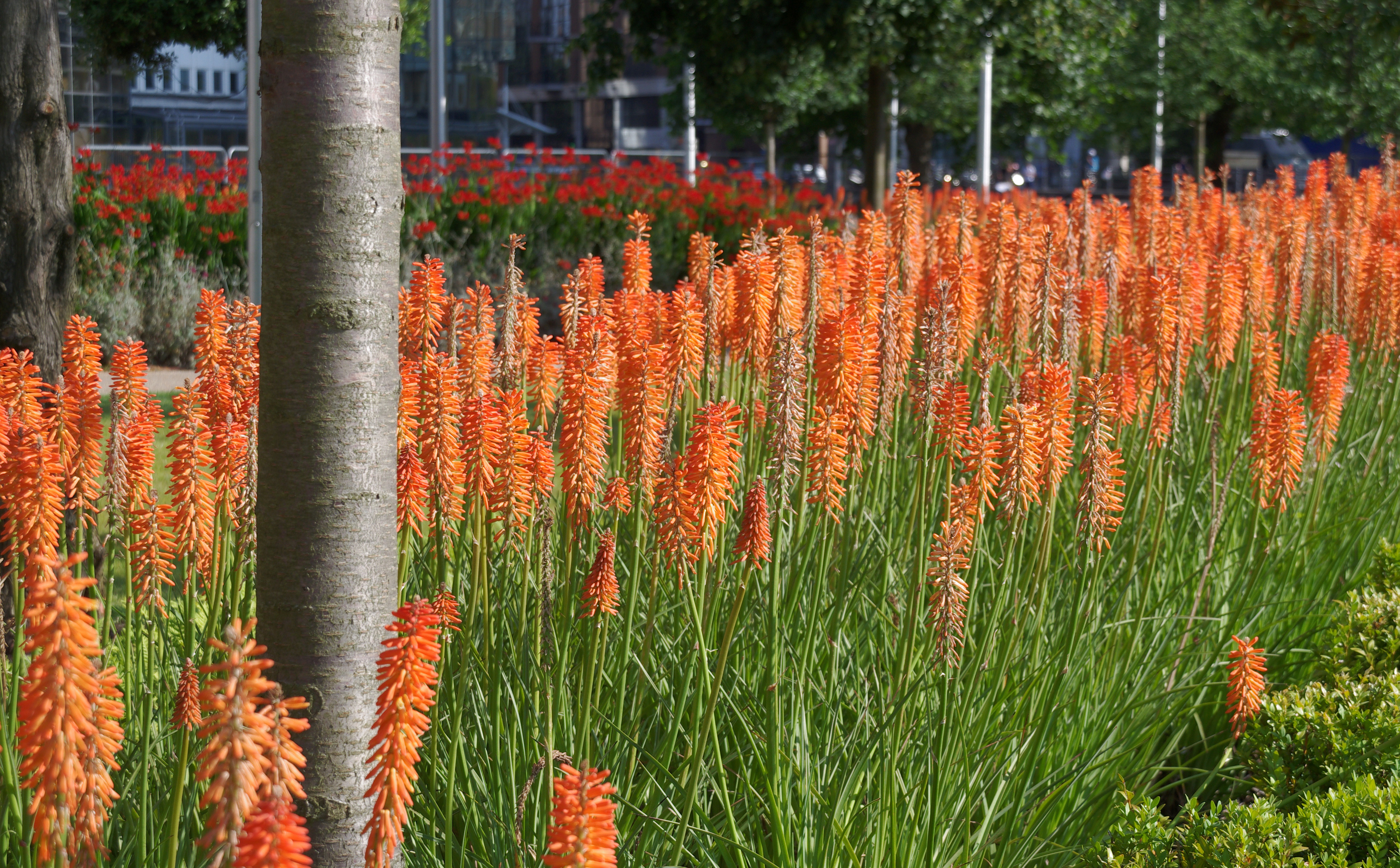
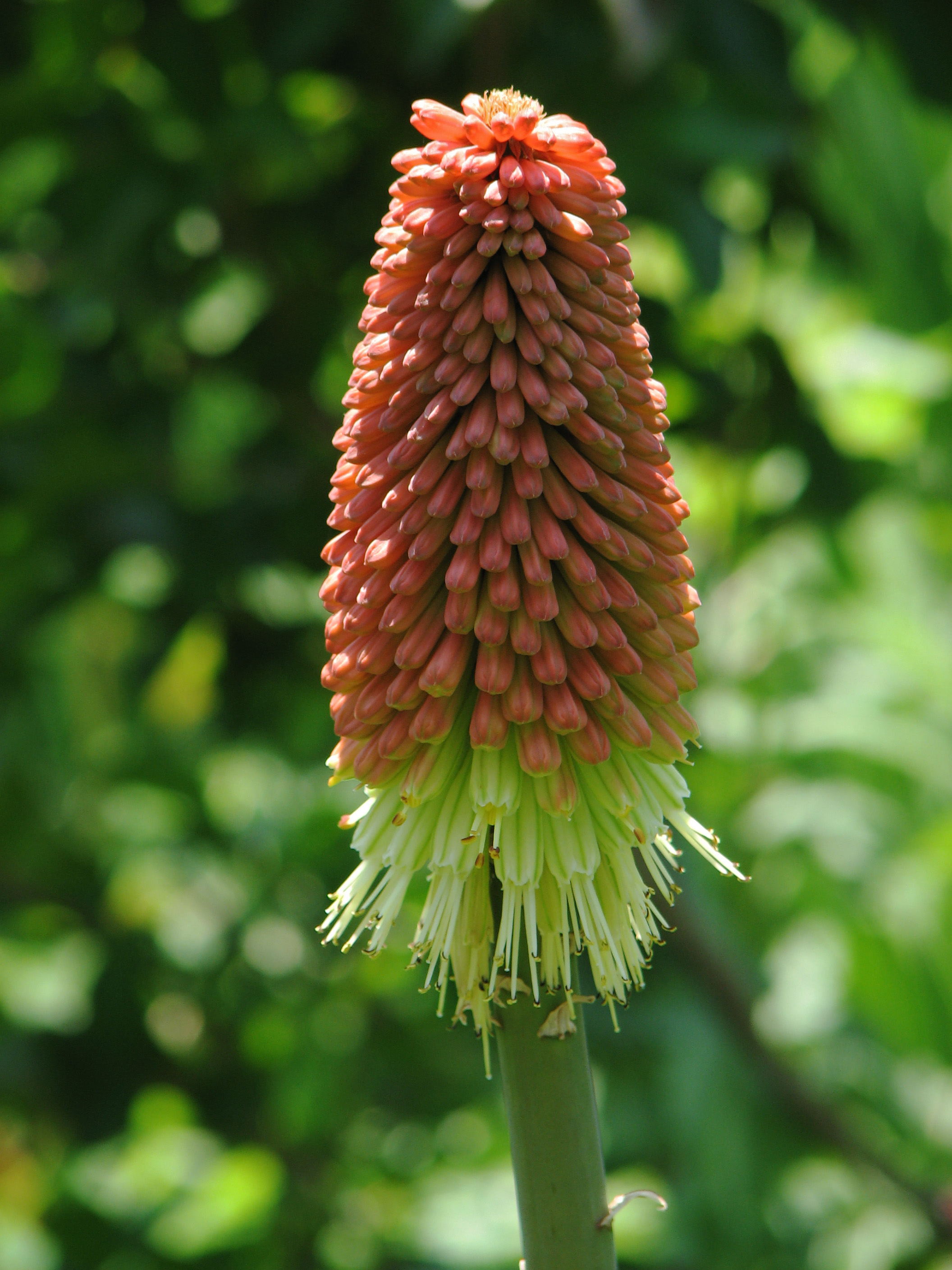
シェナンドー
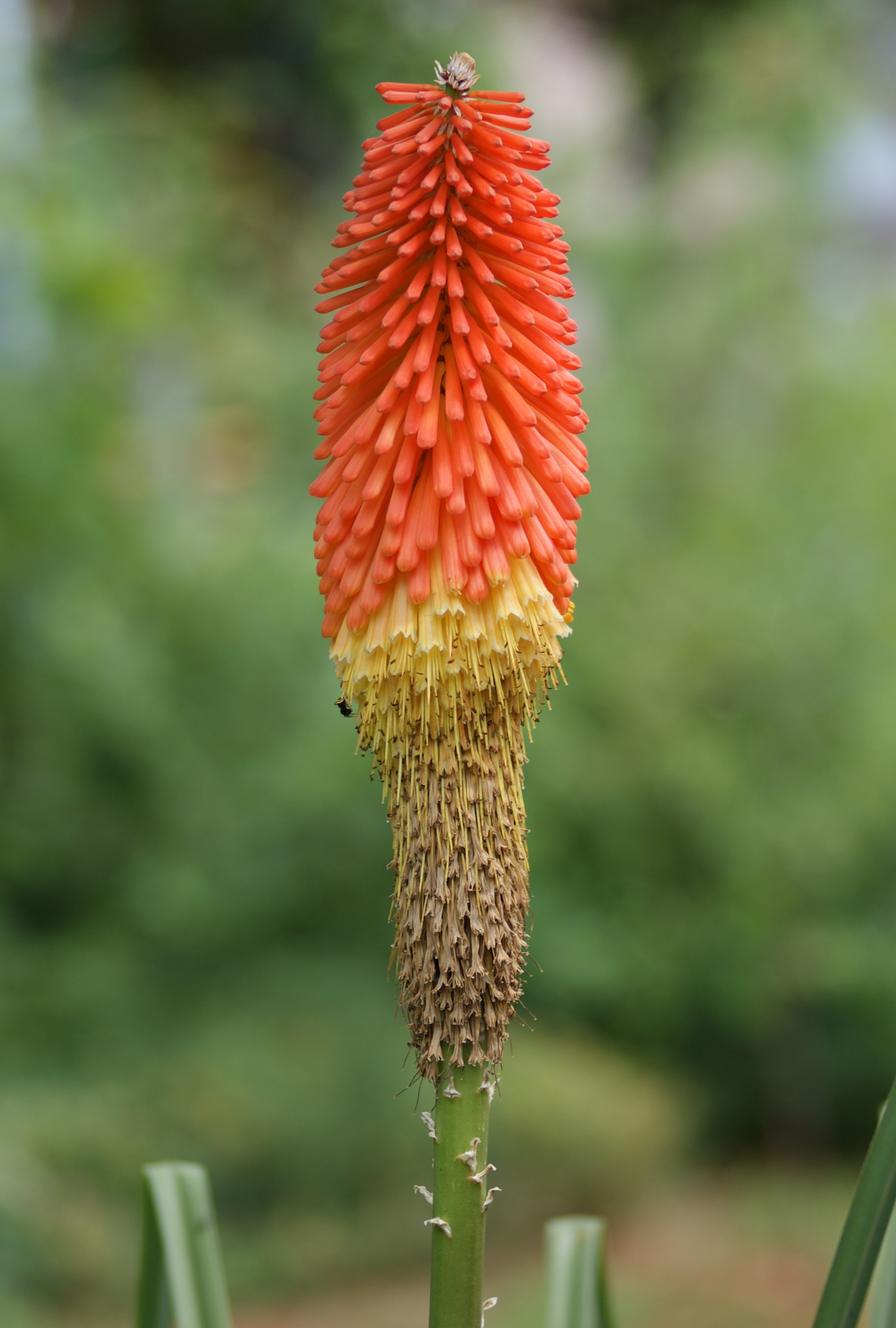
オオトリトマ
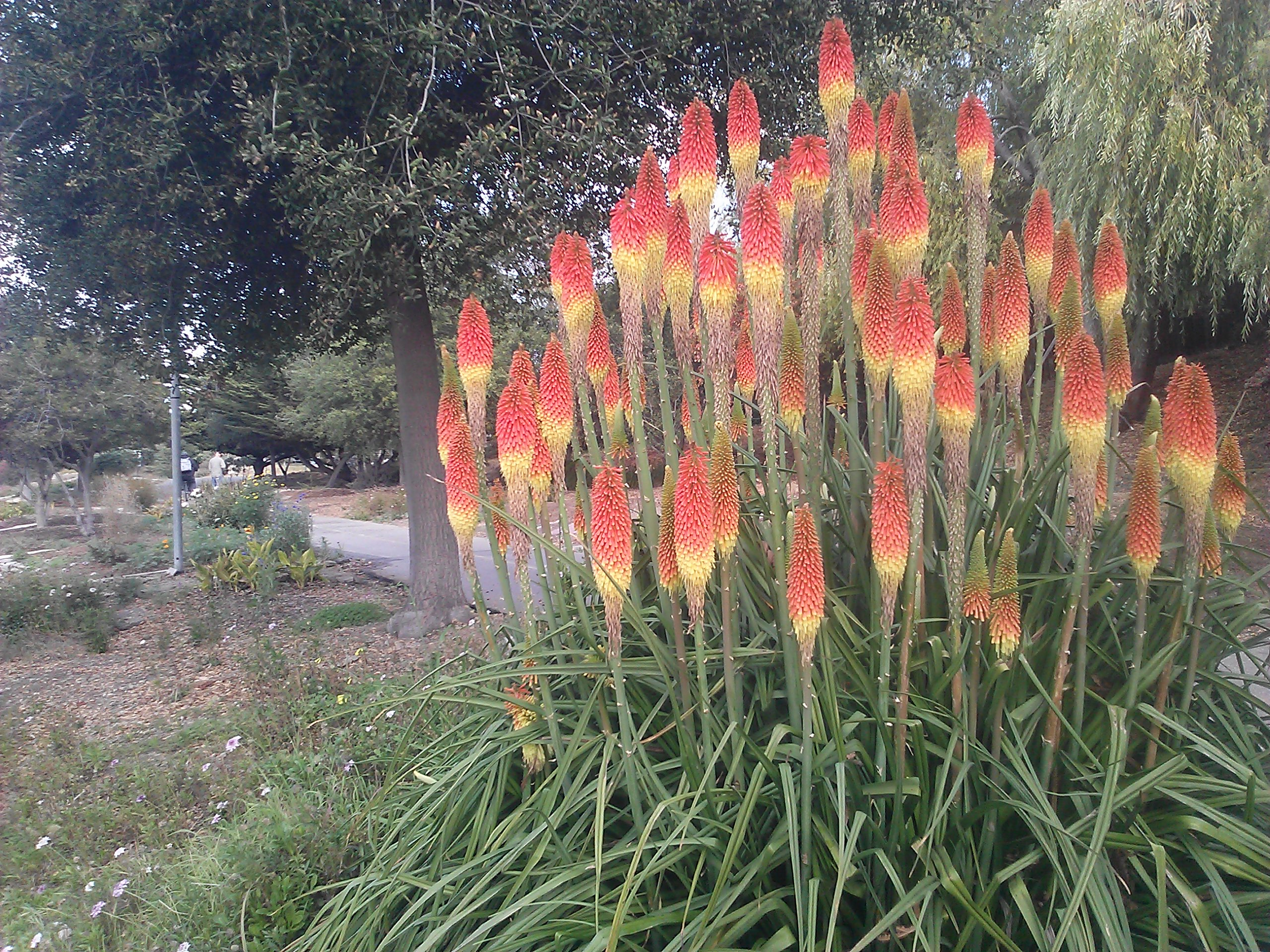
アメリカ合衆国カリフォルニア州の道沿いに咲くトリトマ